# Proprioseiulus paxi
Proprioseiulus paxi är en spindeldjursart som först beskrevs av Muma 1965.  Proprioseiulus paxi ingår i släktet Proprioseiulus och familjen Phytoseiidae. Inga underarter finns listade i Catalogue of Life.